# Romain, Meurthe-et-Moselle
Romain är en kommun i departementet Meurthe-et-Moselle i regionen Grand Est (tidigare regionen Lorraine) i nordöstra Frankrike. Kommunen ligger i kantonen Bayon som tillhör arrondissementet Lunéville. År 2022 hade Romain 69 invånare.

## Befolkningsutveckling
Antalet invånare i kommunen Romain
| Referens: INSEE |